# جون مورتون (ممثل)
جون مورتون (بالإنجليزية: John Morton)‏ هو ممثل أمريكي، ولد في 26 مارس 1947.

## أعمال

### أفلام
- (1980) الإمبراطورية تعيد الضربات[4][5][6]

## وصلات خارجية
- جون مورتون على موقع IMDb (الإنجليزية)
- جون مورتون على موقع ألو سيني (الفرنسية)
- جون مورتون على موقع قاعدة بيانات الفيلم (الإنجليزية)